# Scarlet Pleasure
Scarlet Pleasure è un gruppo musicale danese formatosi nel 2013. È costituito dal cantante Emil Goll, e dai musicisti Alexander Malone e Joachim Dencker.

## Storia del gruppo
I Scarlet Pleasure si sono fatti conoscere con l'album in studio d'esordio Youth Is Wasted on the Young, che si è posizionato al 16º posto della Hitlisten e che è stato certificato platino dalla IFPI Danmark per le oltre 20 000 unità equivalenti. Sono stati premiati col'MTV Europe Music Award al miglior artista danese alla gala del 2018.
All'LP hanno fatto seguito i dischi Garden (2020), certificato oro dal ramo danese dell'International Federation of the Phonographic Industry, e Pompeii (2023), entrambi arrivati in top ten nella classifica danese. What a Life (2020) è stato il loro brano più popolare, accumulando oltre 270 000 unità e ottenendo la certificazione di triplo platino.

## Formazione
- Emil Goll – voce
- Alexander Malone – basso
- Joachim Dencker – batteria

## Discografia

### Album in studio
- 2016 – Youth Is Wasted on the Young
- 2020 – Garden
- 2023 – Pompeii

### EP
- 2014 – Mirage
- 2017 – Limbo
- 2017 – Lagune

### Raccolte
- 2020 – Limbo/Lagune

### Singoli
- 2014 – The Strip
- 2015 – Heat
- 2016 – Casual
- 2016 – Fade In
- 2017 – Deja Vu
- 2018 – Let Go/Mind
- 2018 – Superpower
- 2019 – 24/7
- 2020 – Better
- 2020 – SOS
- 2020 – What a Life
- 2021 – Somebody Else
- 2021 – Whiplash (con Vera)
- 2022 – To Die For
- 2022 – Space
- 2024 – Discoteca